# Jiang Yuyuan
Jiang Yuyuan (förenklad kinesiska: 江钰源; traditionell kinesiska: 江鈺源; pinyin: Jiāng Yùyuán) född den 1 november 1991 i Liuzhou, Kina, är en kinesisk gymnast.
Hon tog OS-guld i lagmångkampen i samband med de olympiska gymnastiktävlingarna 2008 i Peking.